# 6285 Ingram
6285 Ingram è un asteroide della fascia principale. Scoperto nel 1981, presenta un'orbita caratterizzata da un semiasse maggiore pari a 2,6819743 UA e da un'eccentricità di 0,1873819, inclinata di 1,98260° rispetto all'eclittica.